# إم. وليم فلبس
إم. وليم فلبس (بالإنجليزية: M. William Phelps)‏ (1968)؛ روائي أمريكي.

## روابط خارجية
- إم. وليم فلبس على موقع IMDb (الإنجليزية)
- إم. وليم فلبس على موقع قاعدة بيانات الفيلم (الإنجليزية)